# 比爾 (伯恩州)

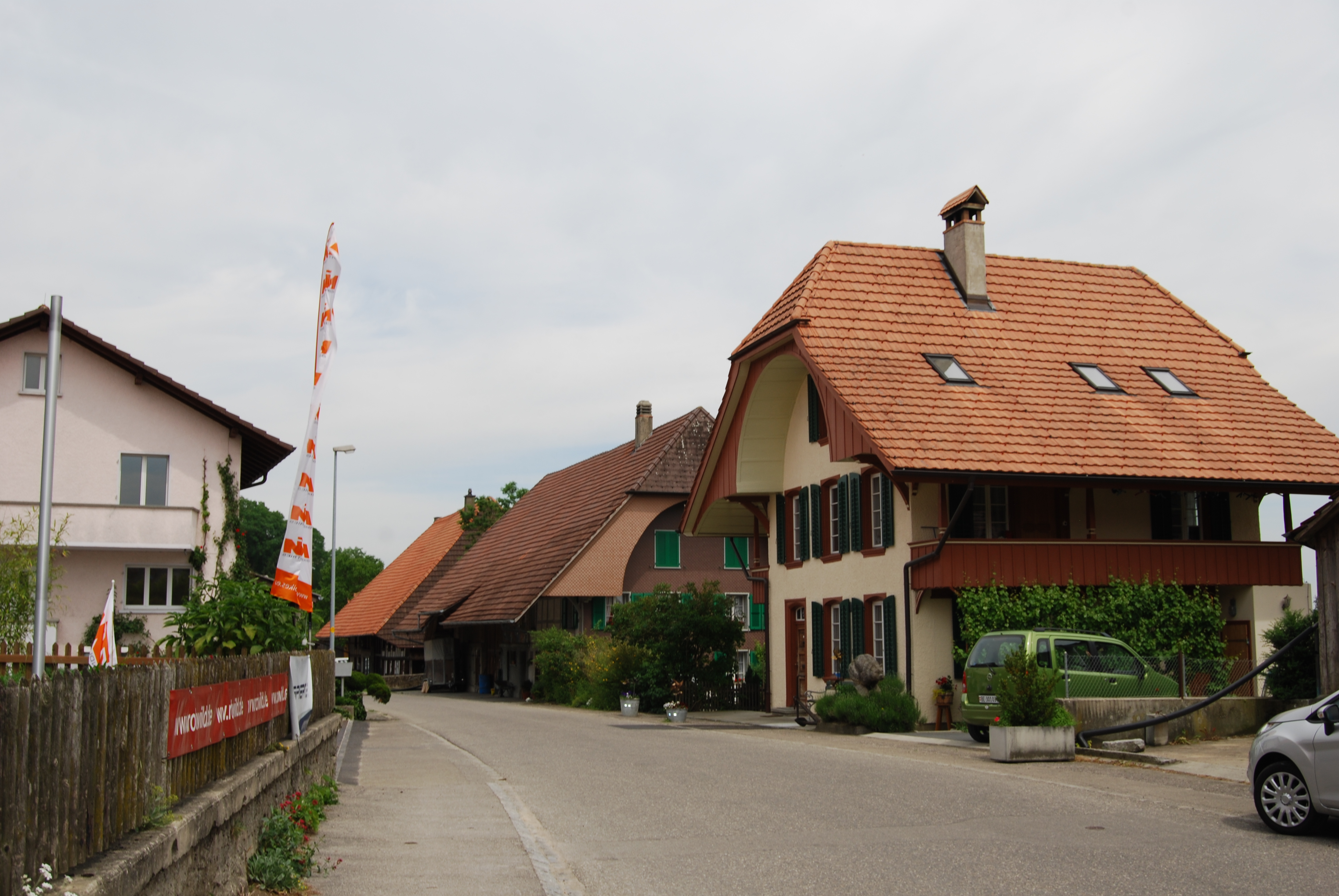

比爾（德語：Bühl bei Aarberg）是瑞士的城鎮，位於該國中部，由伯恩州負責管轄，面積2.98平方公里，九成土地是農業，海拔高度514米，2011年人口416，人口密度每平方公里140人。